# 互叶醉鱼草
互叶醉鱼草（学名：Buddleja alternifolia）是玄参科醉鱼草属的植物，为中国的特有植物。分布于中国大陆的青海、甘肃、河北、陕西、宁夏、河南、四川、内蒙古、西藏、山西等地，生长于海拔1,500米至4,000米的地区，常生于干旱山地灌木丛中及河滩边灌木丛中。

## 别名
白芨、白芨梢（陕西） 白积梢（甘肃） 泽当醉鱼草、小叶醉鱼草（西藏植物志）

## 异名
- Buddleja minima S. Y. Pao